# Zwergfruchtvampire
Zwergfruchtvampire oder Kleinfruchtfledermäuse (Rhinophylla) sind eine Gattung von Fledertieren in der Unterfamilie der Kurzschwanzblattnasen. Ihre Schwestergruppe ist die Gattung Carollia (Eigentliche Kurzschwanzblattnasen).

## Merkmale
Im Unterschied zur Gattung Carollia gleichen sich die unteren Prämolaren und Molaren. Zusätzlich fehlt den Zwergfruchtvampiren ein Schwanz. Sie erreichen eine Länge von 43 bis 58 mm, haben 29 bis 37 mm lange Unterarme und wiegen 9 bis 16 g. Allgemein ist das Fell graubraun gefärbt. Das Nasenblatt ist einfach aufgebaut mit einer runden Grundform und einem schmalen aufgesetzten Blatt.

## Arten und Verbreitung
Folgende Arten zählen zur Gattung:
- Der Wollhaarige Zwergfruchtvampir (Rhinophylla alethina) lebt in Kolumbien und Ecuador westlich der Anden.
- Der Fischer-Zwergfruchtvampir (Rhinophylla fischerae) ist im Amazonasbecken und in den östlichen Ausläufern der Anden heimisch.
- Der Kleine Zwergfruchtvampir (Rhinophylla pumilio) erreicht zusätzlich Bolivien und das östliche Brasilien.

## Lebensweise
Diese Fledermäuse halten sich in tropischen Regenwäldern und anderen immergrünen Wäldern auf und besuchen Gärten sowie Plantagen. Soweit bekannt zählen Früchte zur Nahrung, die vermutlich mit Insekten komplettiert werden. Mit einem Embryo trächtige Weibchen konnten in den Monaten April bis Juli sowie im Dezember registriert werden.

## Gefährdung
Gebietsweise wirken sich Landschaftsveränderungen negativ aus. Die IUCN listet den Wollhaarigen Zwergfruchtvampir in der Vorwarnliste (near threatened) und die anderen Arten als nicht gefährdet.